# Cimitero monumentale di Brescia
Il cimitero di Brescia, detto anche Vantiniano, opera dell'architetto Rodolfo Vantini, è il primo cimitero monumentale della storia dell'arte.

## Storia
Il cimitero monumentale di Brescia fu la prima opera di Rodolfo Vantini, realizzata a partire dal 1813 e che lo impegnò per tutta la vita. L'editto napoleonico di Saint Cloud, del 12 giugno 1804, fissava una serie di regole di sanità pubblica relative alla sepoltura dei cadaveri, imponendone la tumulazione in aree distanti dai centri abitati. Brescia, nel 1806, fu tra le prime città a tramutare in legge tale decreto tanto che la deputazione cittadina si impegnò ad erigere un camposanto secondo le nuove direttive: a tal proposito si scelse un'area nella zona al di fuori di porta San Giovanni, mentre il comune di Brescia acquistò, in data 12 settembre 1808, una serie di terreni corrispondenti ad un'area di 154 metri di lato.
Il 19 gennaio 1810 il vescovo Gabrio Maria Nava consacrò il luogo di sepoltura e fin da subito furono effettuate le tumulazioni. Al tempo, l'area del cimitero si presentava una croce di ferro, attorno alla quale i corpi venivano inumati direttamente nel terreno senza sottoporlo a cure o trattamenti particolari. Nel 1814, dopo varie discussioni atte al miglioramento della struttura si decise, previo concorso, di affidare il progetto al giovane architetto Rodolfo Vantini affinché vi realizzasse una cappella funebre. Nel corso degli anni, l'area fu arricchita di porticati ed edifici in stile neoclassico, ispirati all'arte greca. Vantini spese tutta la vita all'edificazione del camposanto di Brescia e per tale opera fu riconosciuto come il più abile architetto in tale campo; i lavori di costruzione e ampliamento del complesso si protrassero, infatti, oltre la morte di Vantini stesso, sino agli inizi del XX secolo.

## Descrizione
Le aree principali sono: 
- La cappella centrale dedicata a San Michele, nella quale campeggia la statua dell'omonimo arcangelo, ad opera di Democrito Gandolfi[6].
- La cella del Municipio o rotondina comunale, primo vero pantheon del complesso monumentale: in essa, dal 1833 al 1904, vennero seppelliti venticinque protagonisti della vita politica e sociale di Brescia, tra i quali il poeta Cesare Arici[7].
- L'emiciclo verde antistante la cappella di San Michele, costituito da sessantasette cenotafi che ricordano vari personaggi più o meno noti della storia di Brescia, come poeti, letterari, imprenditori o militari[8].
- Il faro, ultimato nel 1864 con cinquantacinque metri d'altezza, dispone d'un basamento circolare attorniato da portici e sepolcri ed è sormontato da una lanterna, allegoria della luce che vuole illuminare la via nell'aldilà. L'architetto tedesco Johann Heinrich Strack trasse ispirazione da essa per la realizzazione della colonna della Vittoria di Berlino, inaugurata nel 1873[9]. Inoltre, nella sala centrale del monumento è collocata la statua di Rodolfo Vantini, ivi seppellito, opera di Giovanni Seleroni[10].
- L'ossario militare, edificato negli anni Venti del XX secolo a commemorazione dei caduti della prima guerra mondiale, è tra gli edifici funebri militari cimiteriali più grandi d'Italia[11].
- Il Pantheon o famedio, una sala destinata a contenere i monumenti degli illustri bresciani[12].
- La tomba piramidale del beato Giovanni Battista Bossini[13].

### Famedio
Nelle tavole predisposte da Rodolfo Vantini per la pubblicazione di Il Campo Santo di Brescia (1855) compare la monumentale aula del Pantheon, definita "Sala nell'Emiciclo in fondo al Cimitero destinata a contenere i monumenti degli illustri bresciani", collocata appunto nell'emiciclo di chiusura dell'intero Campo Santo e in asse con il monumento a tronco di piramide del beato Giuseppe Bossini (1843-1856), il faro-lanterna (1847-1864) e la chiesa di San Michele. Dopo l'esperienza della cosiddetta Rotondina Comunale (collocata nella cella 8 al termine del portico orientale della facciata del Vantiniano), nasce il "Pantheon", così com'è scritto sull'architrave esterno della sala, un vero e proprio Famedio comunale in cui collocare cenotafi, monumenti e iscrizioni in memoria di cittadini illustri.
Nel marzo del 2015 la Giunta comunale di Brescia ha deciso di riprendere quella nobile idea. Con delibera n. 34 del 16 marzo 2015, il Consiglio comunale ha approvato il "Regolamento per le onoranze al Famedio". Ai sensi dell’art. 2 del Regolamento sono cittadini illustri "coloro che abbiano meritato per opere letterarie, scientifiche, artistiche o per atti insigni, o che si siano distinti particolarmente nella storia patria. Cittadini benemeriti sono coloro che abbiano arrecato alla città particolare lustro e beneficio".
Ogni anno, il 9 novembre, giorno della posa della prima pietra del Cimitero Vantiniano, si procede al ricordo dei cittadini illustri o benemeriti deceduti l’anno precedente, mediante apposizione dei nominativi su lapide commemorativa.

### Mausolei

Mausoleo Cimaschi.
Mausoleo Comini Seccamani

### Monumenti in bronzo

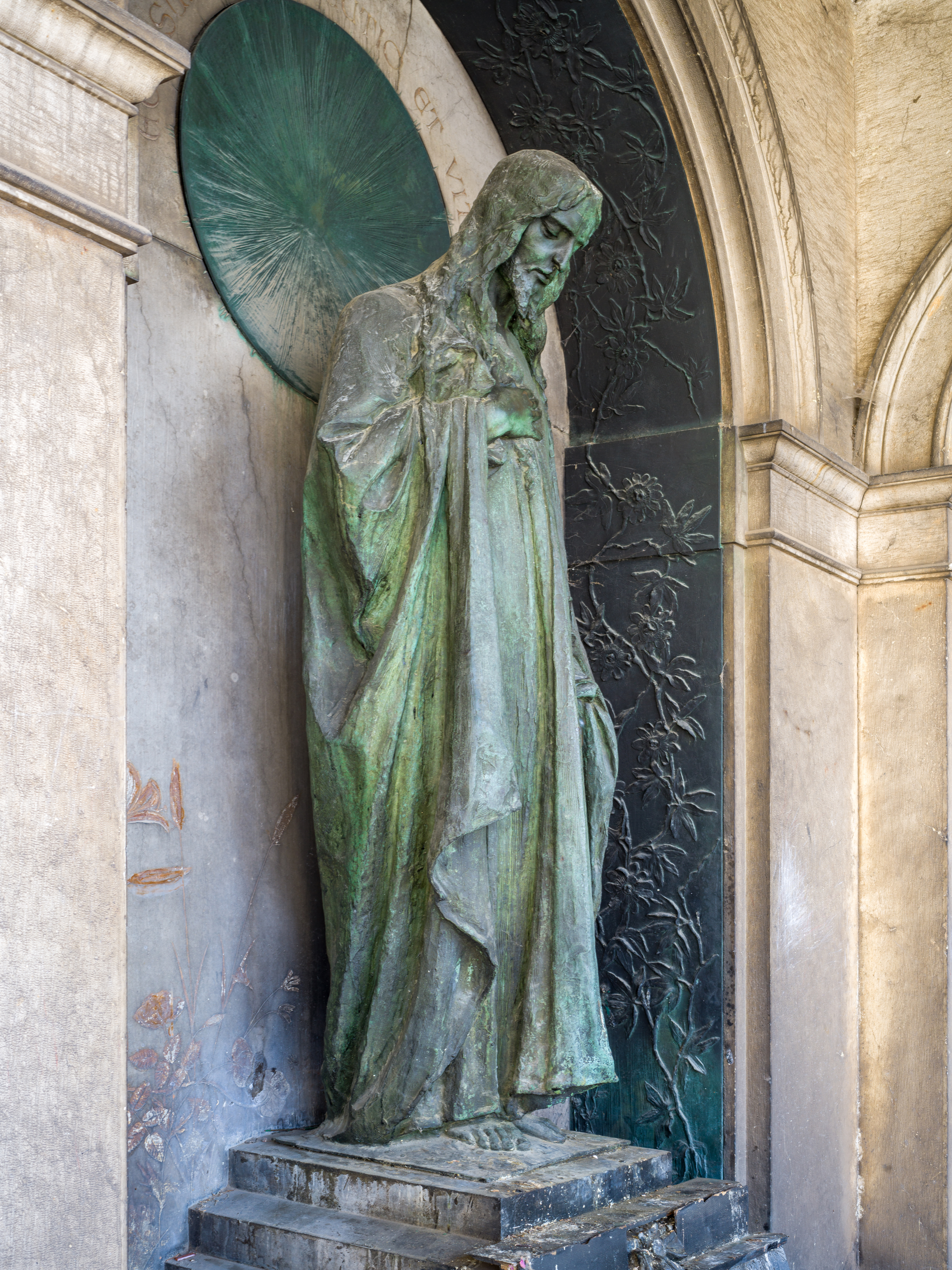
Cristo Redentore di Domenico Ghidoni.
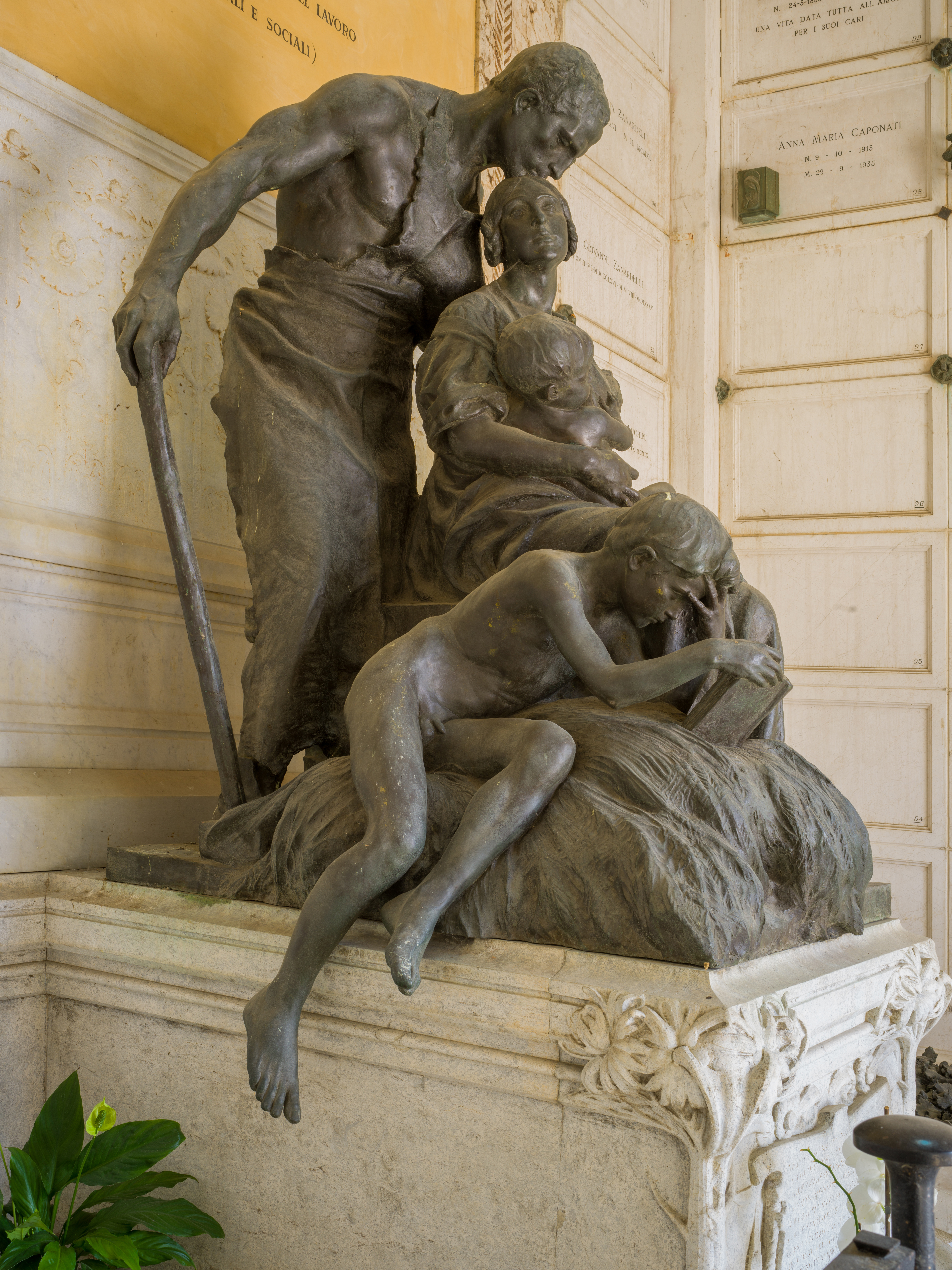
Cenotafio Zanardelli di Ettore Ximenes.
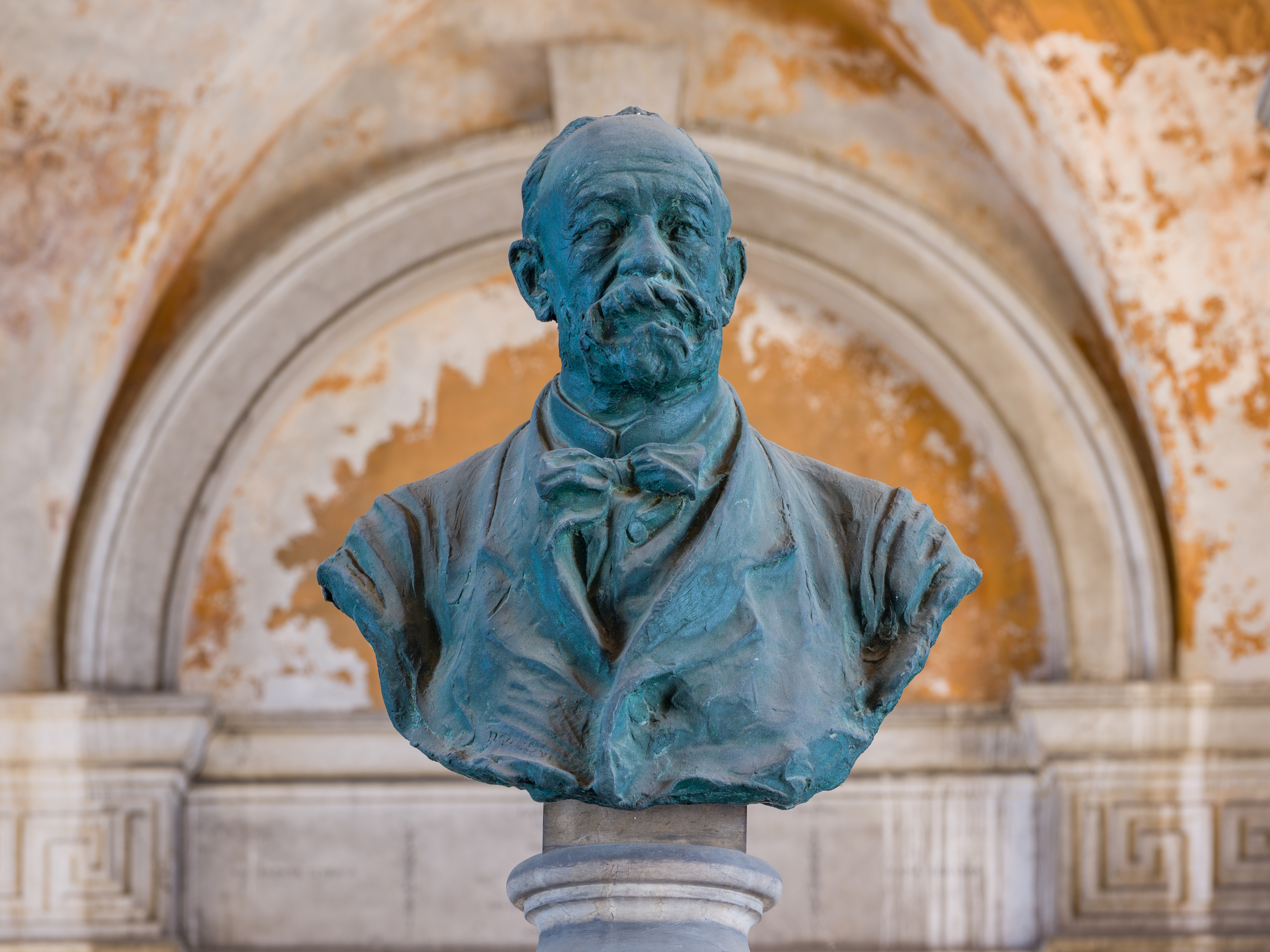
Busto di Antonio Tagliaferri dello scultore Domenico Ghidoni.
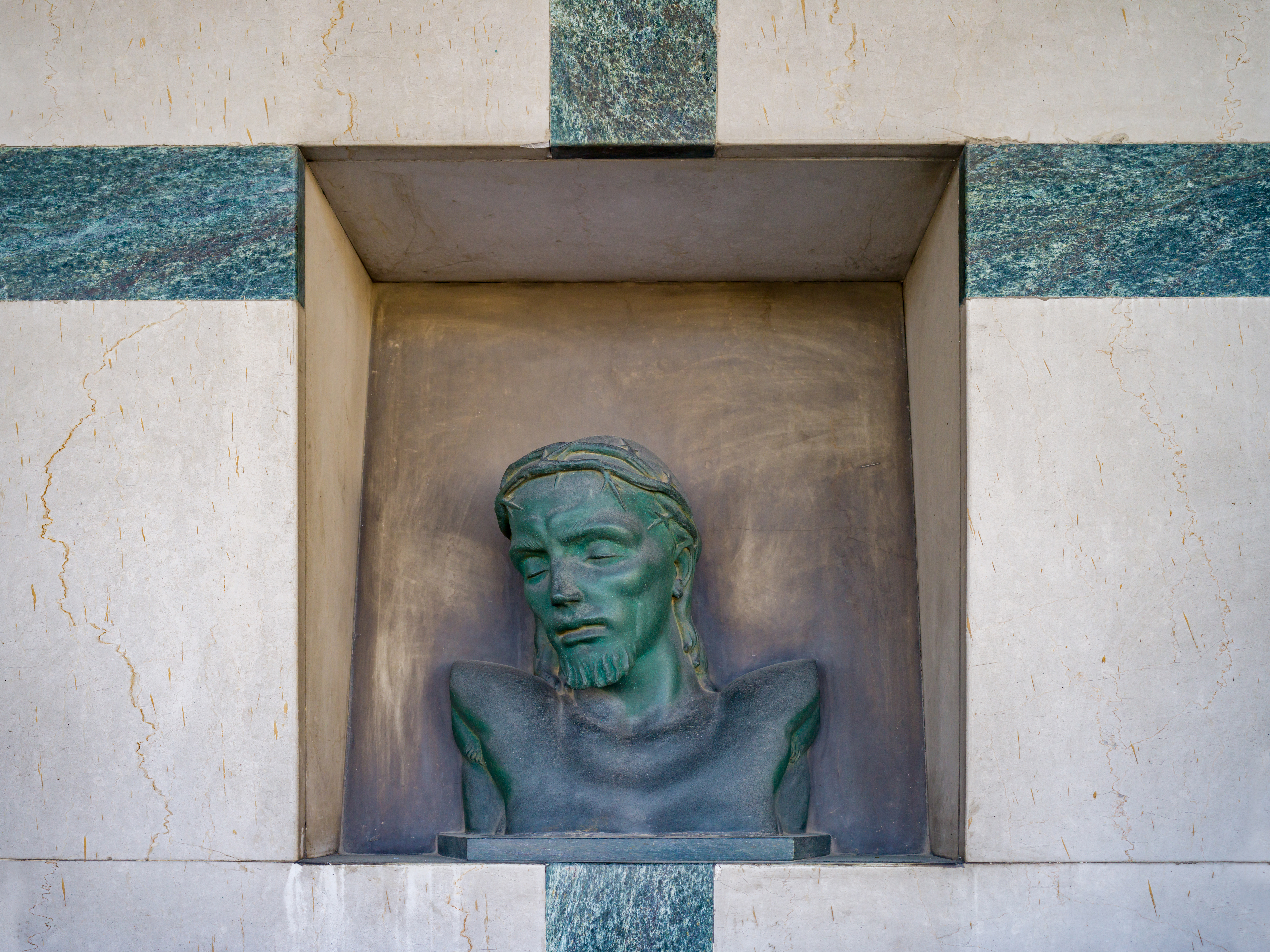
Busto di Cristo in corona di spine.
Donne piangenti di Emilio Quadrelli.
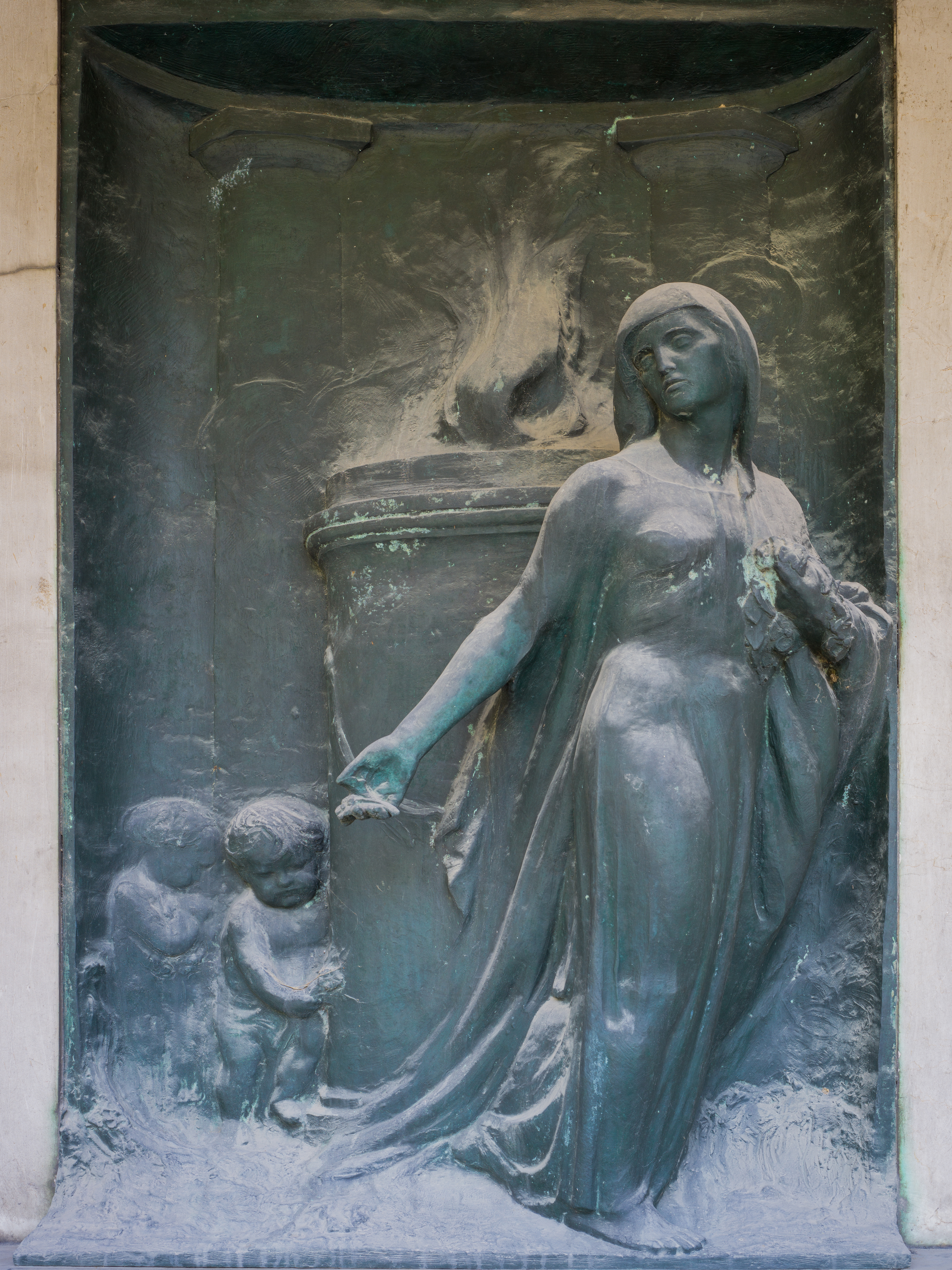
Monumento funebre della famiglia Cuni di Luigi Contratti.
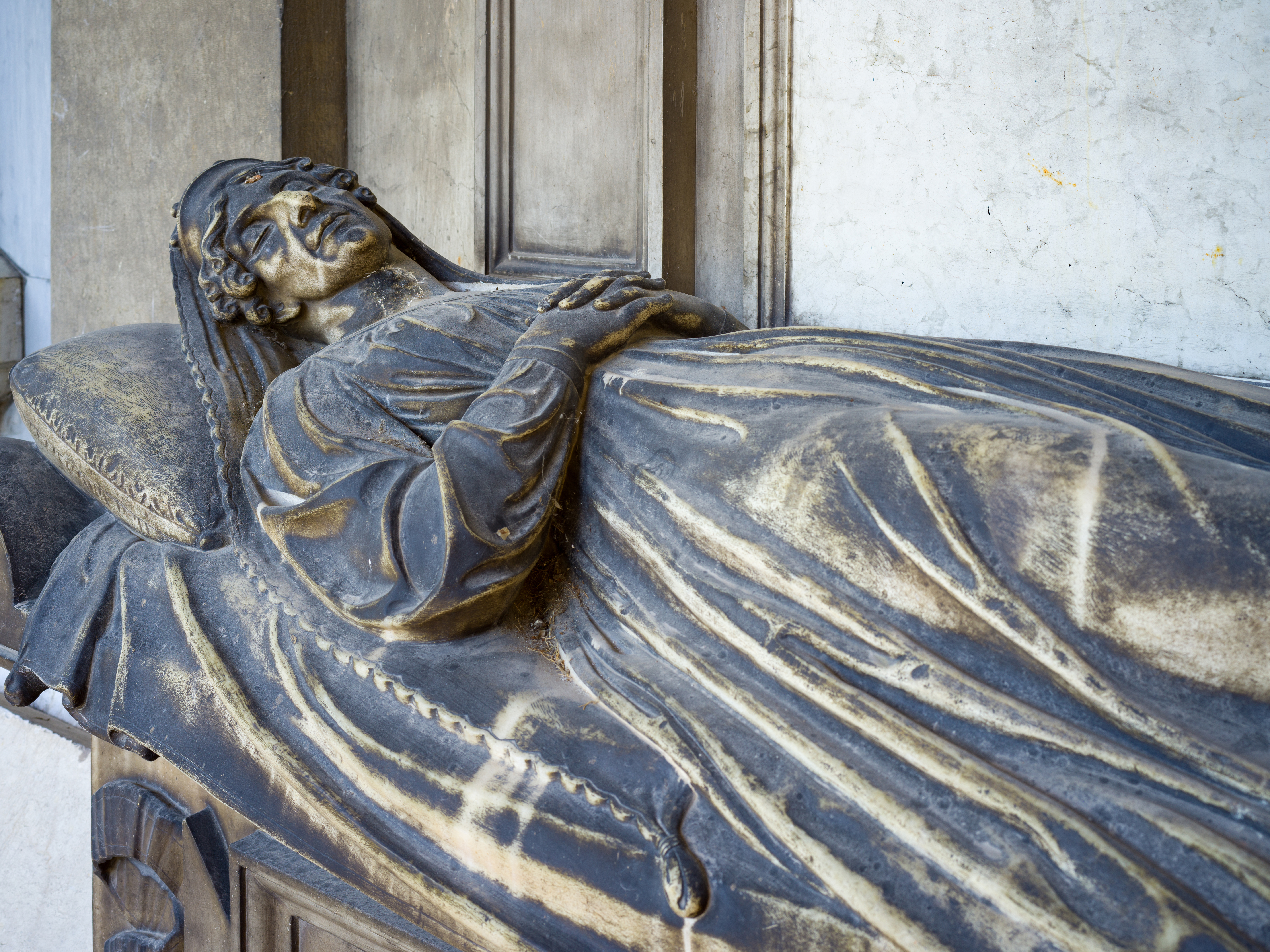
Monumento funebre della famiglia Martinengo Cesaresco di Democrito Gandolfi.

### Monumenti in marmo

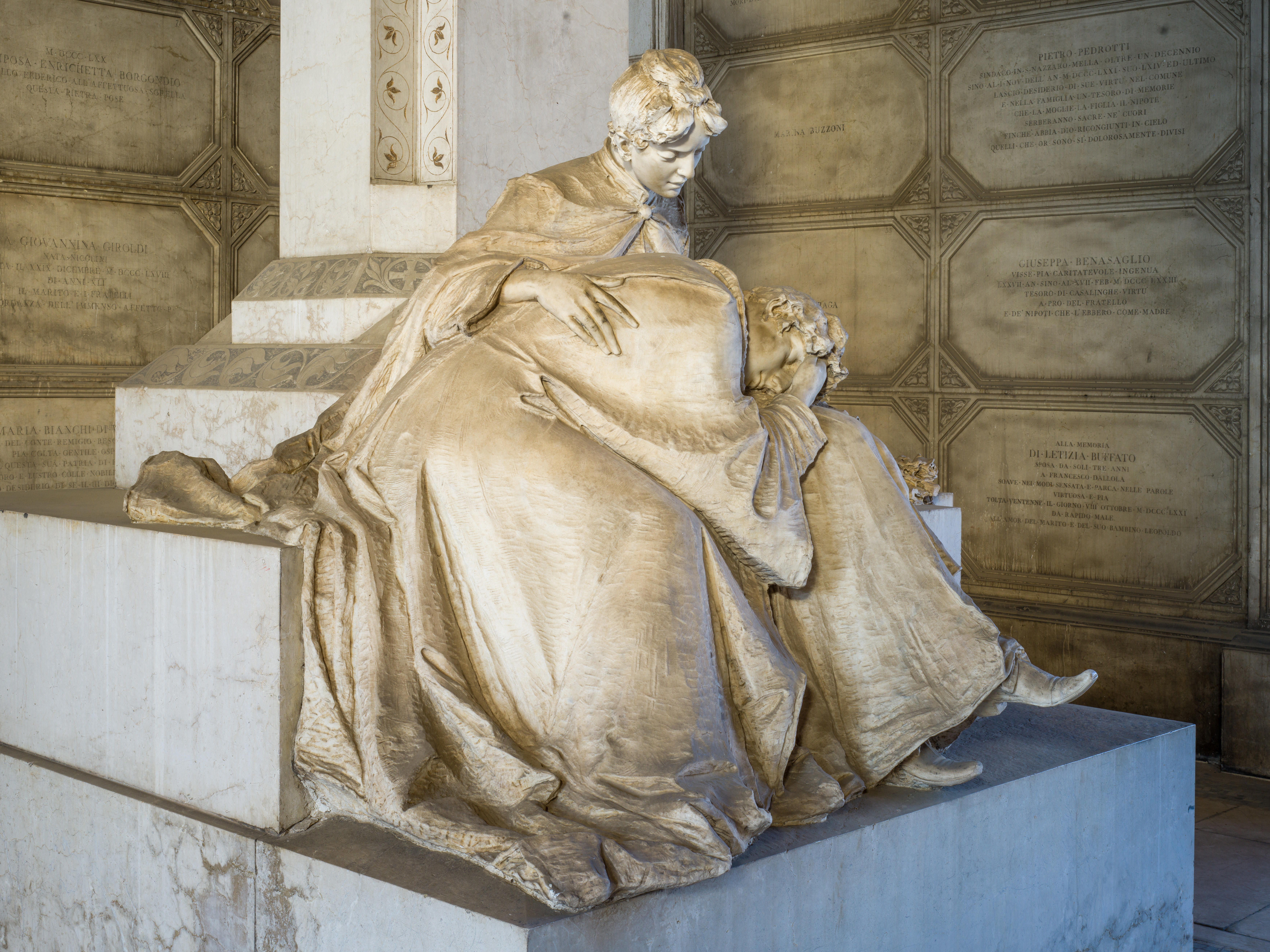
Famiglia Soncini di Domenico Ghidoni.
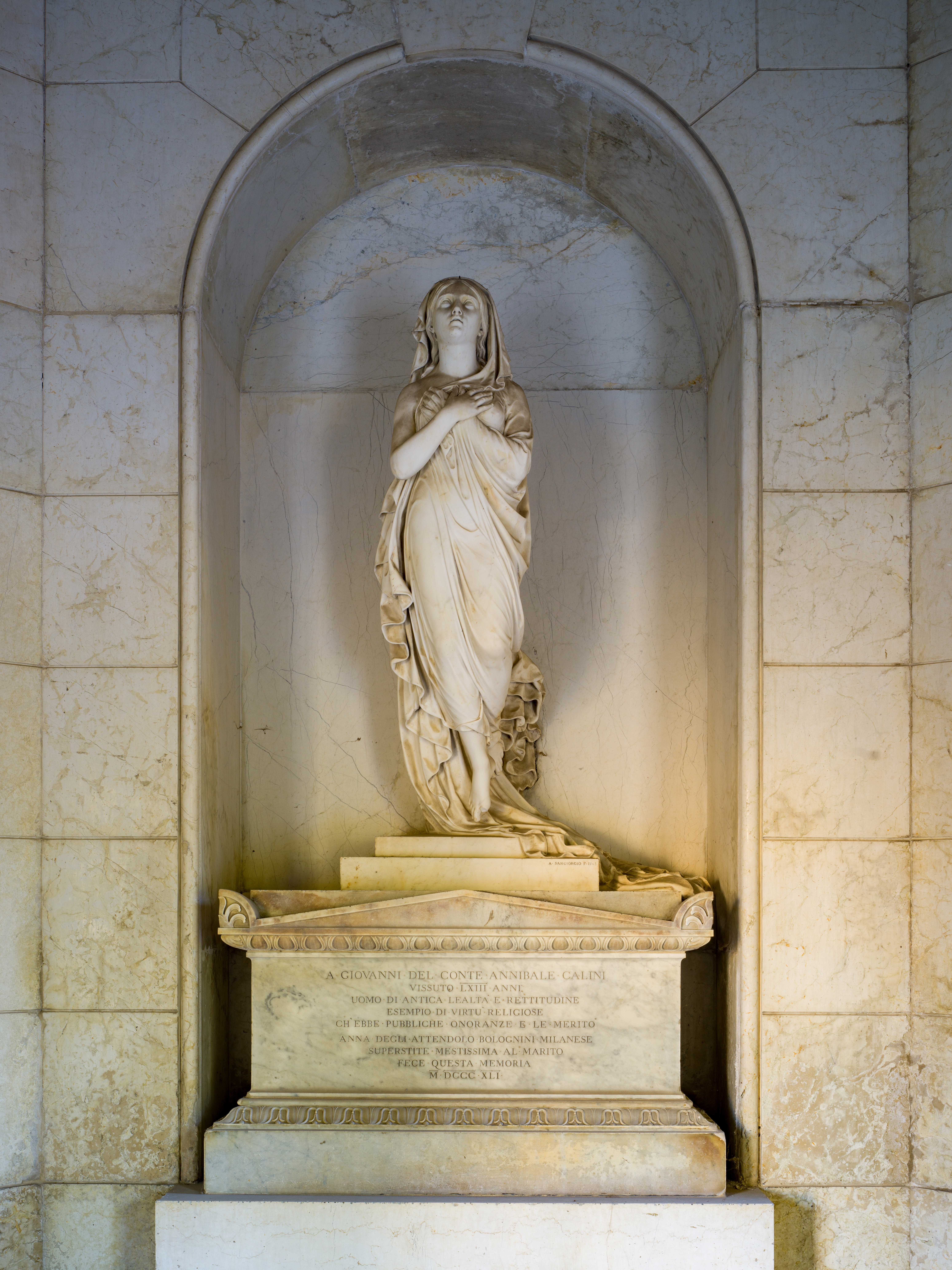
Monumento Annibale Calini di Abbondio Sangiorgio.
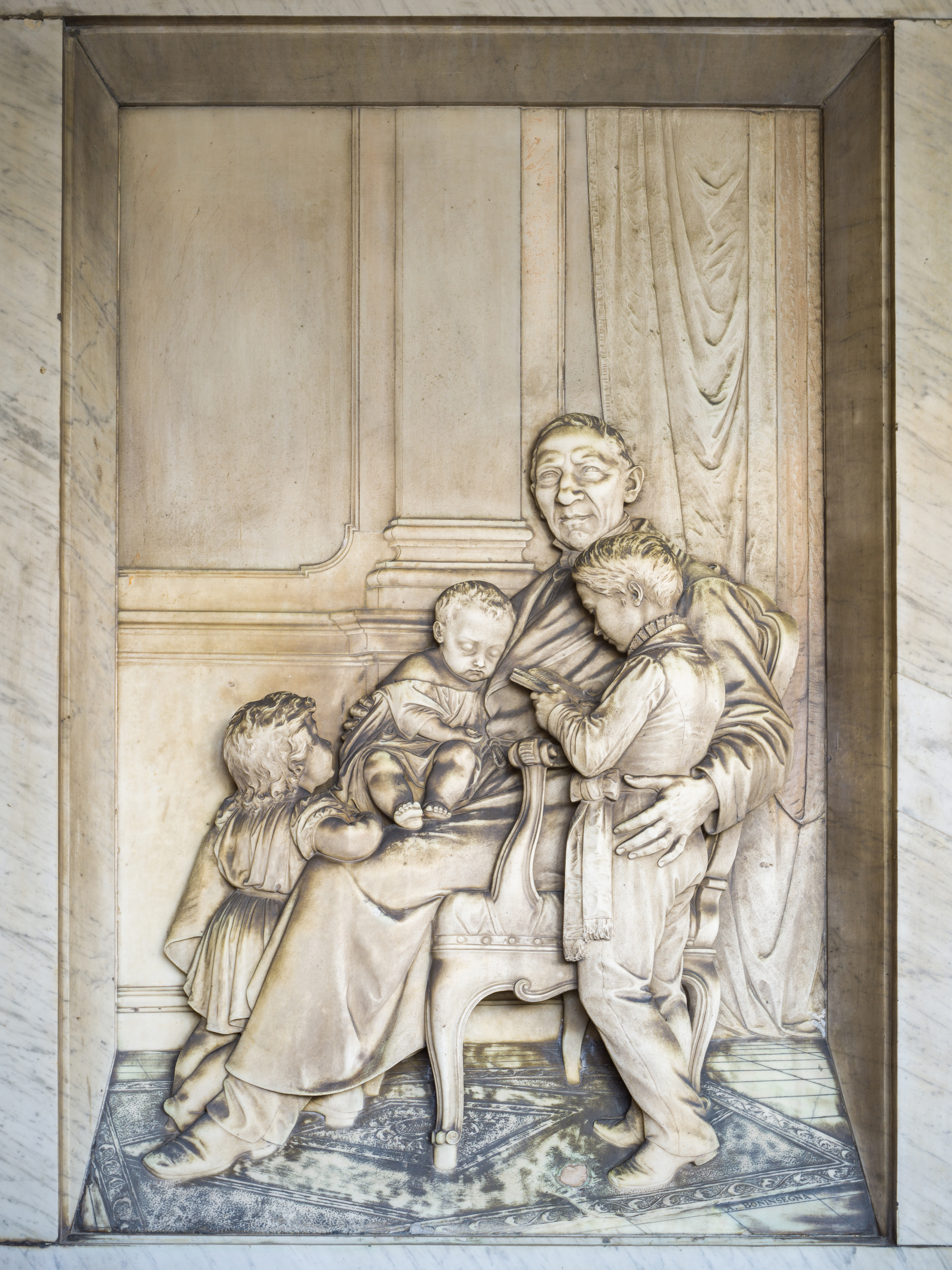
Famiglia Facchi Angelo Boninsegna.
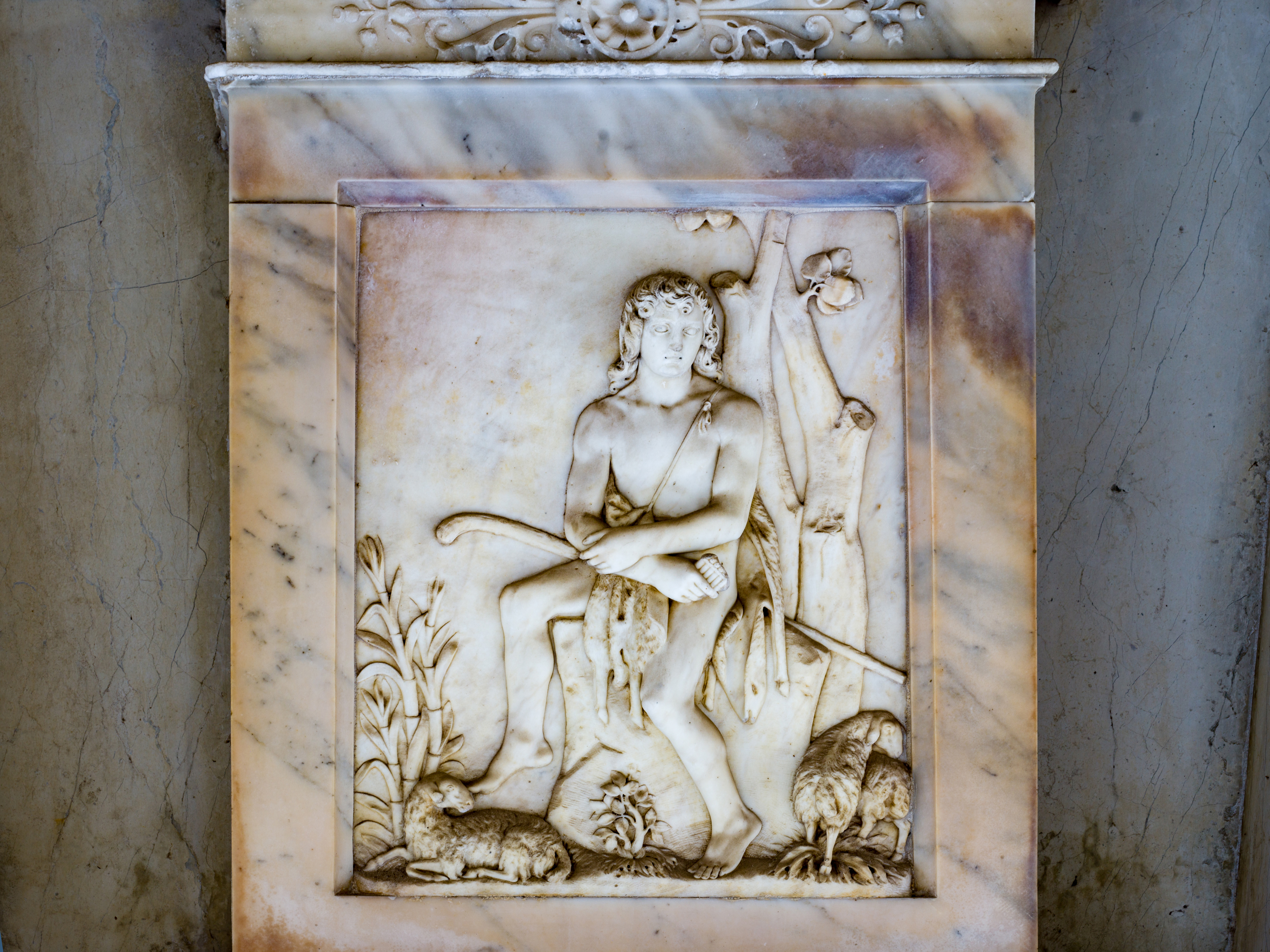
Monumento a Cesare Arici di Francesco Somaini.
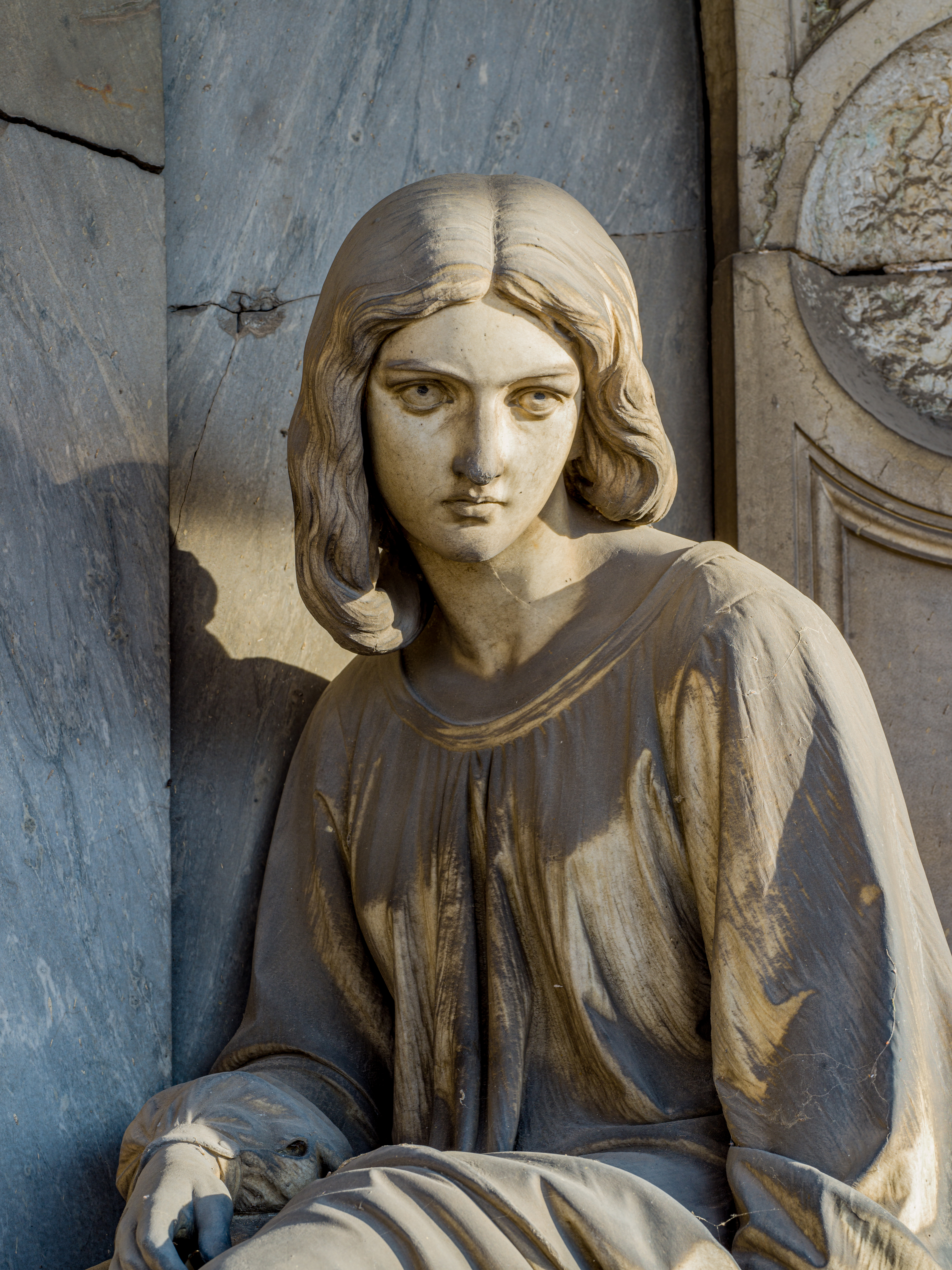
Tomba Pitozzi Baggi di Giovanni Battista Lombardi.
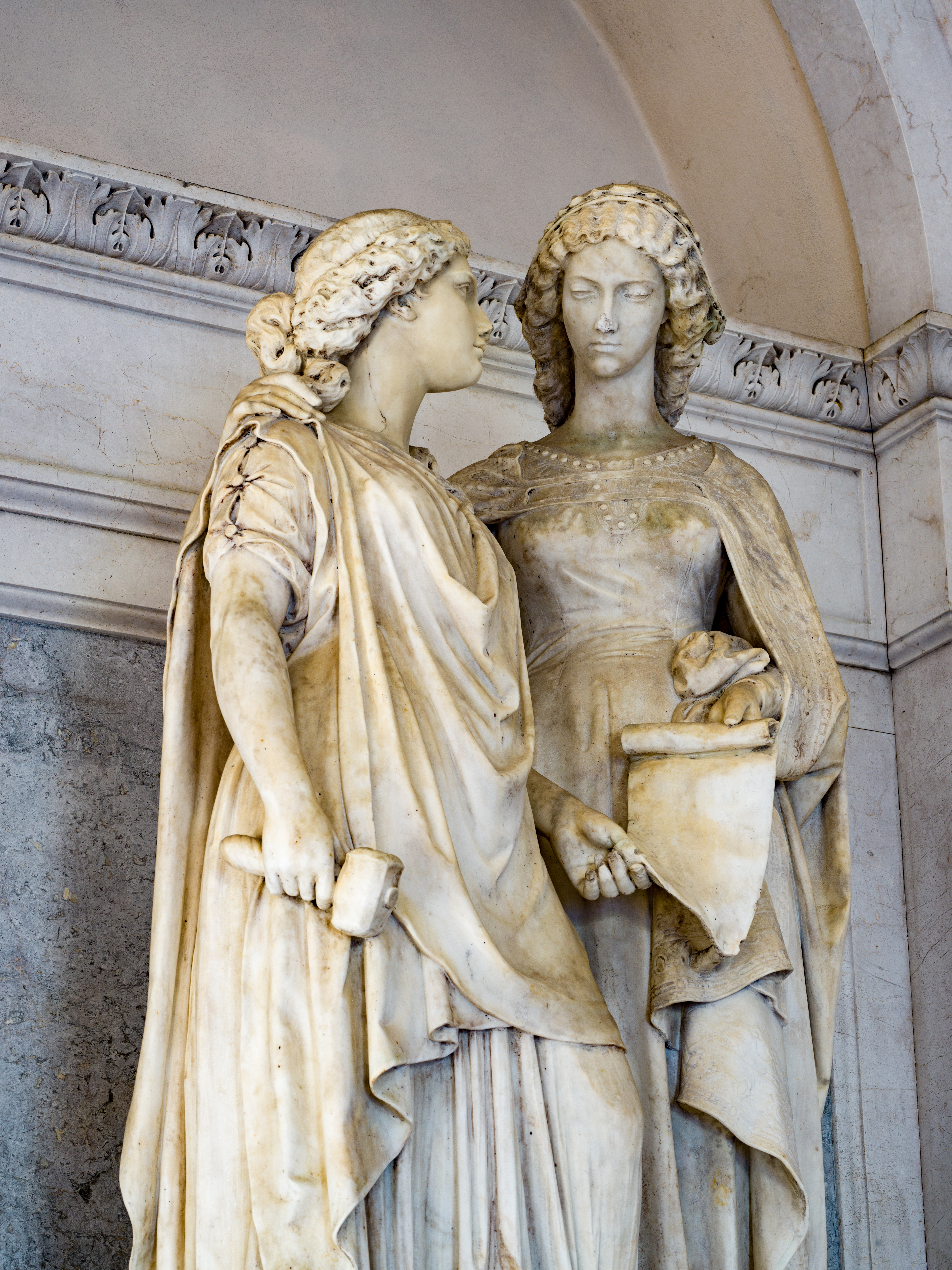
Monumento a Giovan Battista Gigola di Giovanni Battista Lombardi.
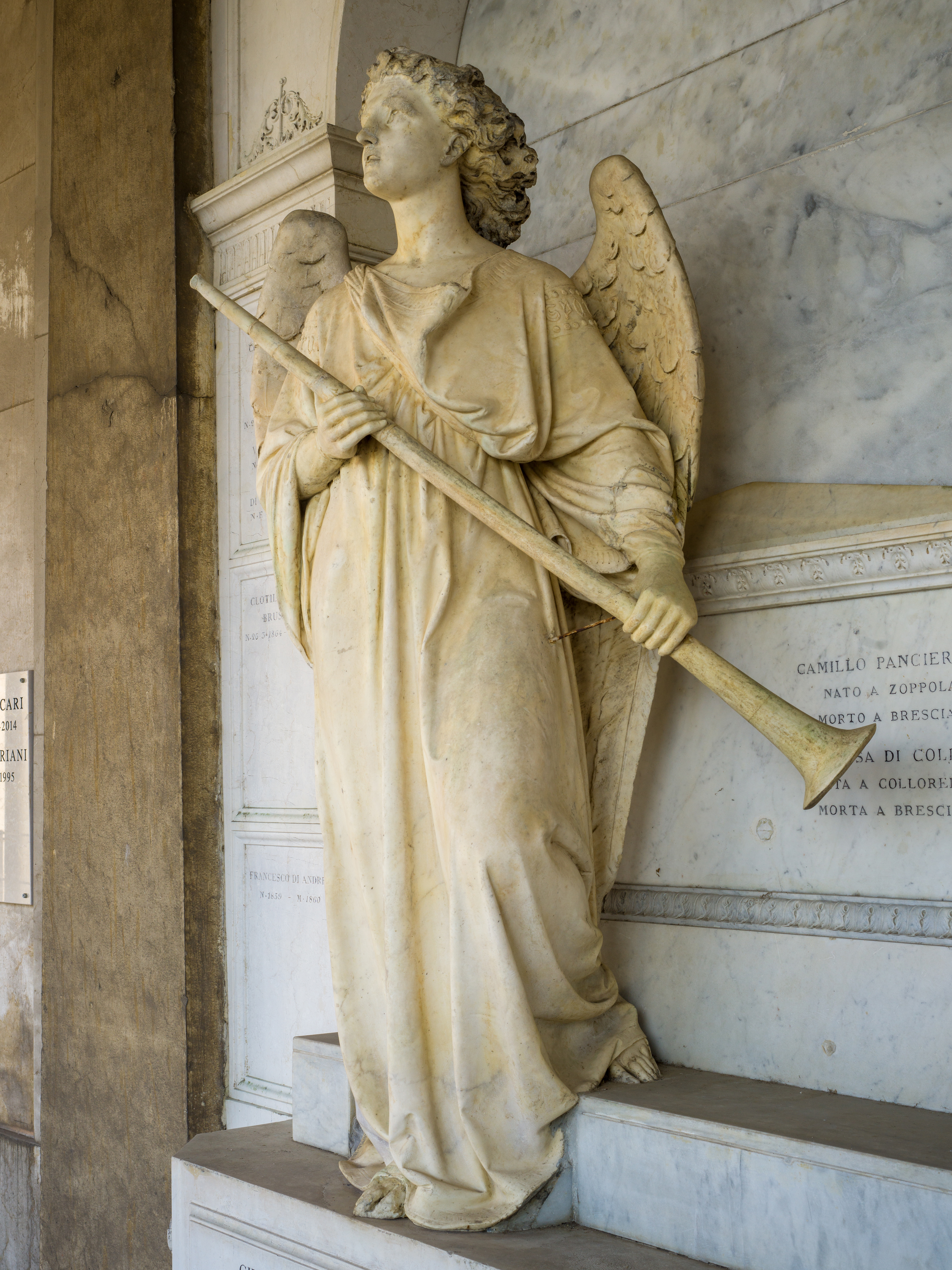
Famiglia Panciera di Zoppola di Giovanni Battista Lombardi.
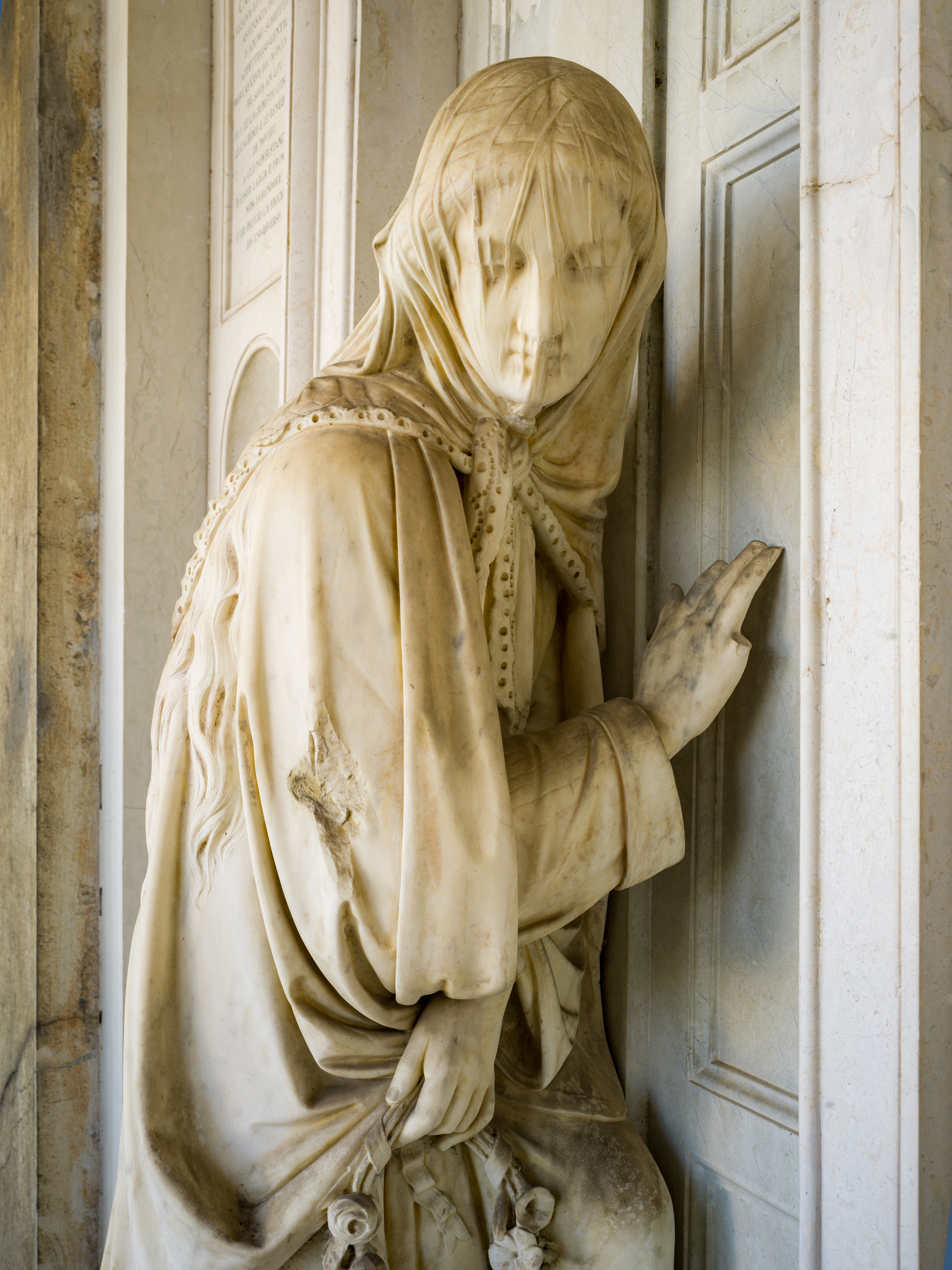
Famiglia Dossi Rampinelli Spalenza di Giovanni Battista Lombardi.
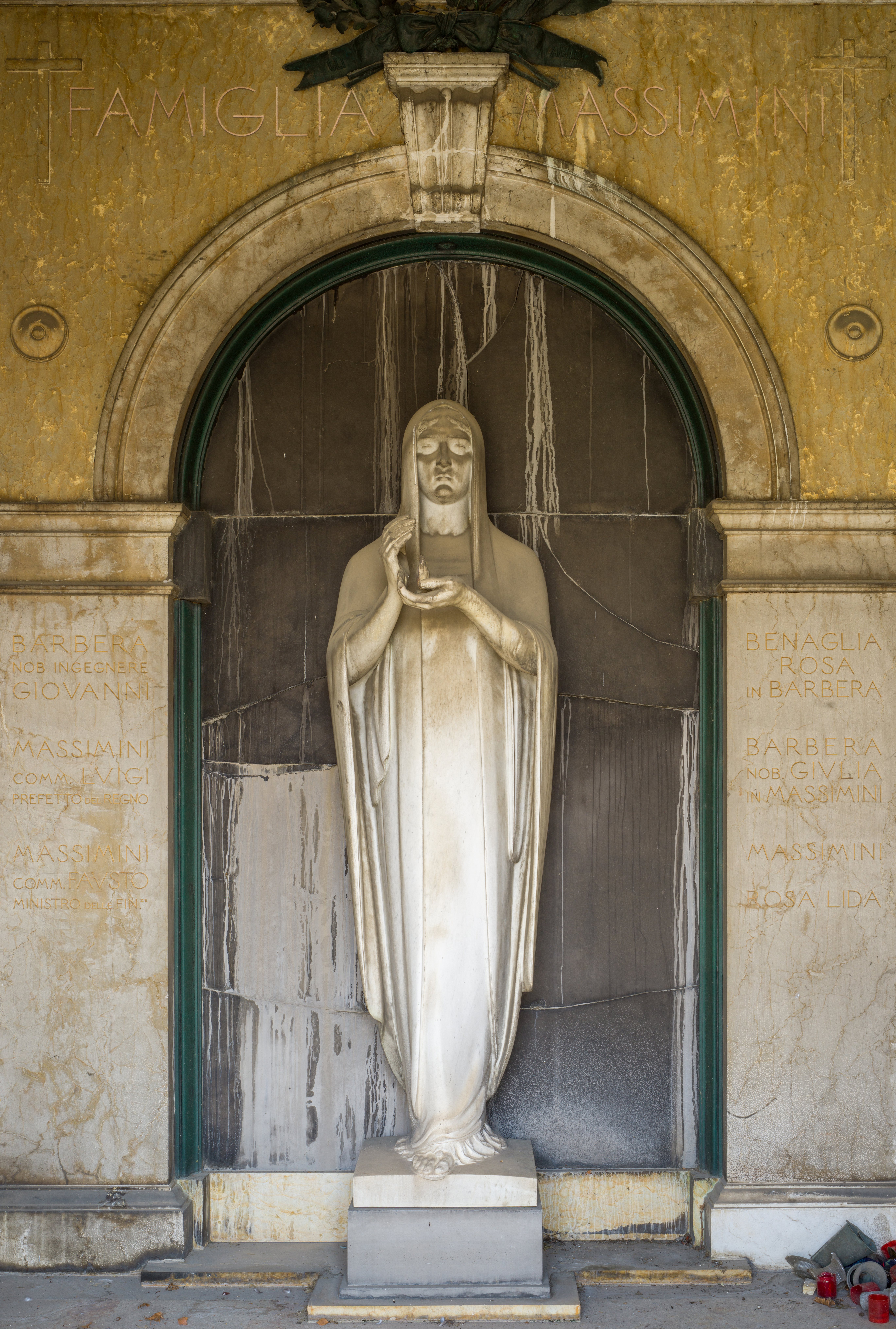
Famiglia Massimini di Giannino Castiglioni.
Famiglia Vigliani di Francesco Gusmeri.
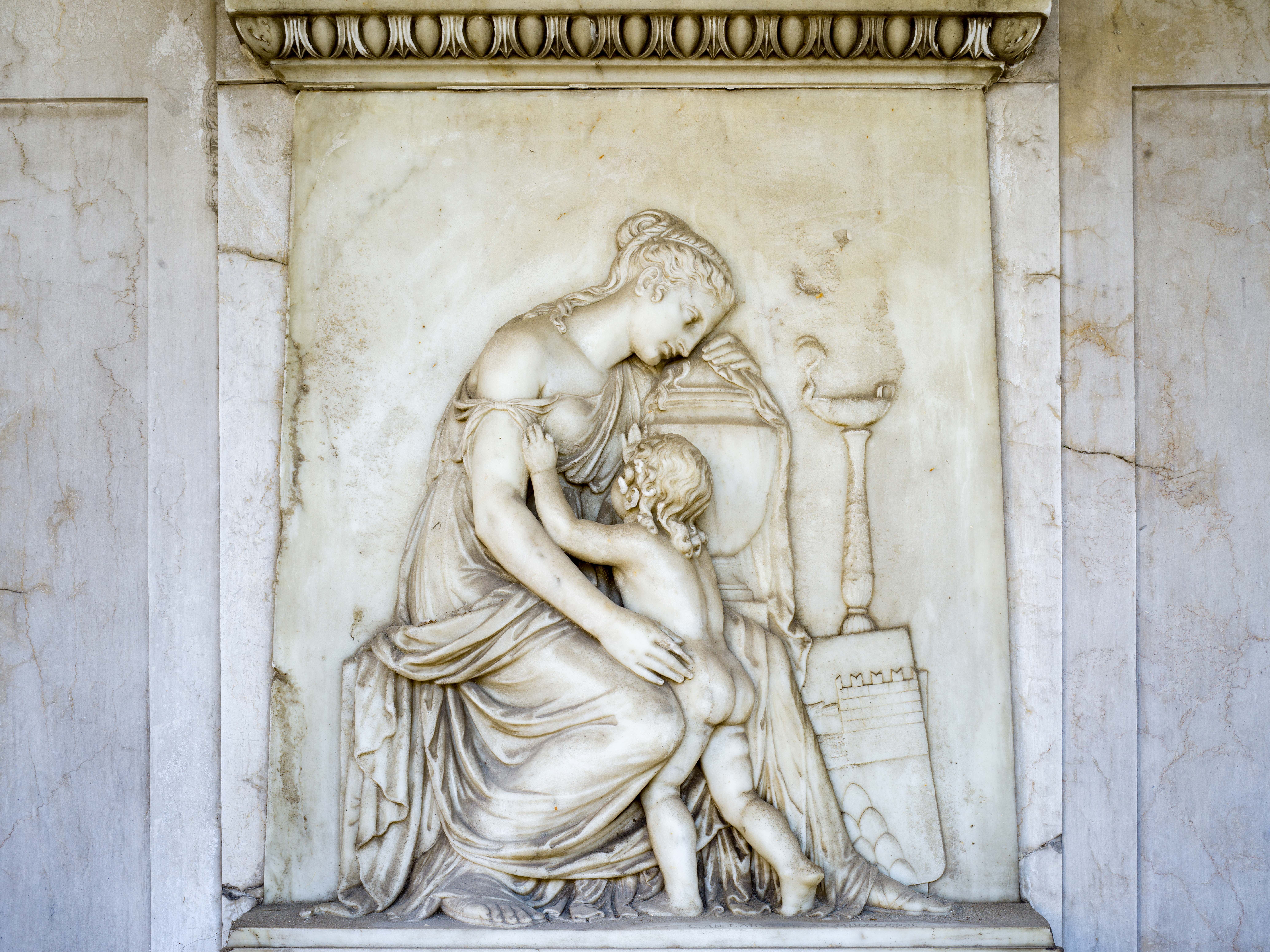
Famiglia Monti della Corte di Giovanni Antonio Labus.
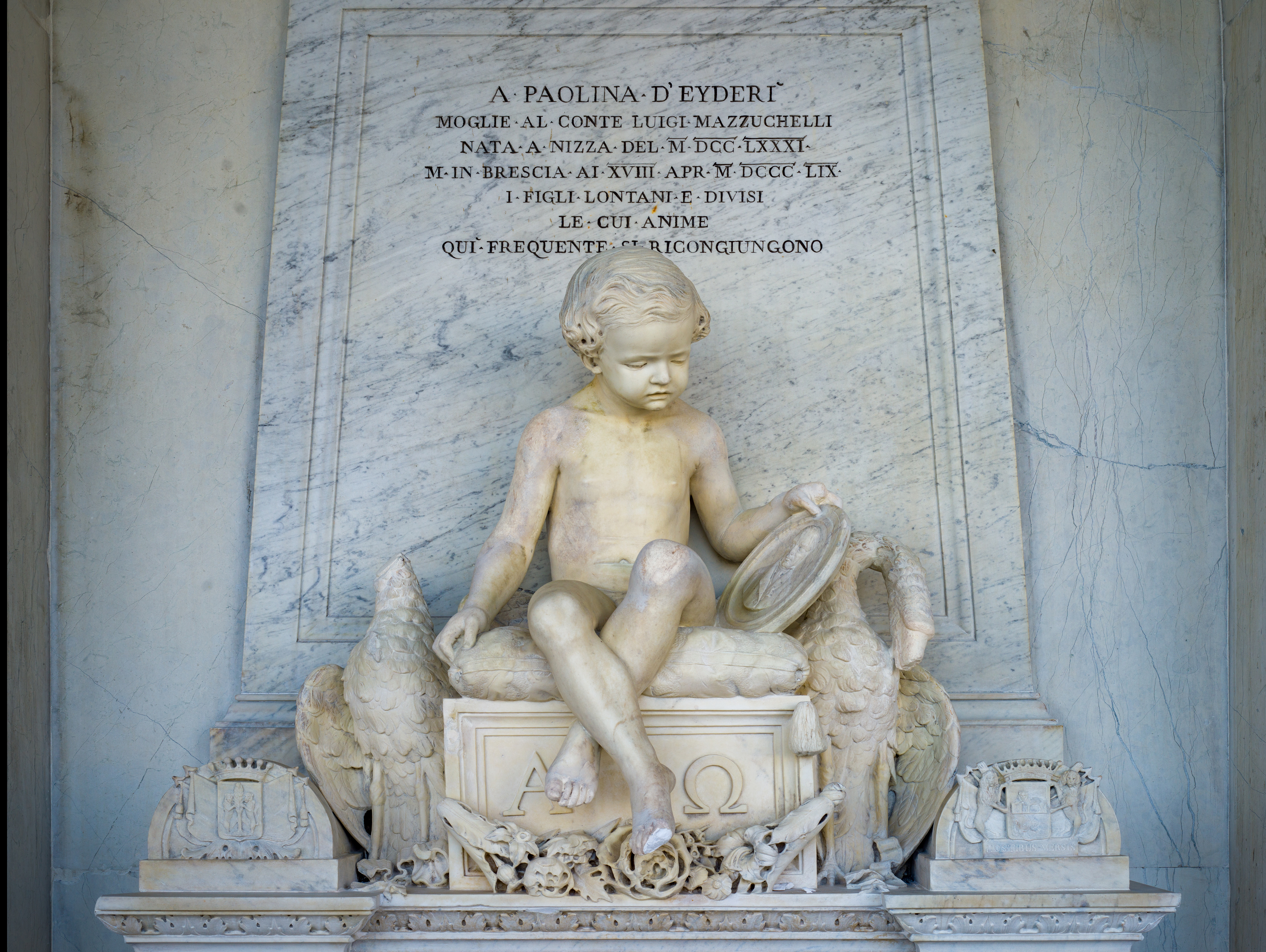
Famiglia Mazzucchelli di Giovanni Battista Lombardi.
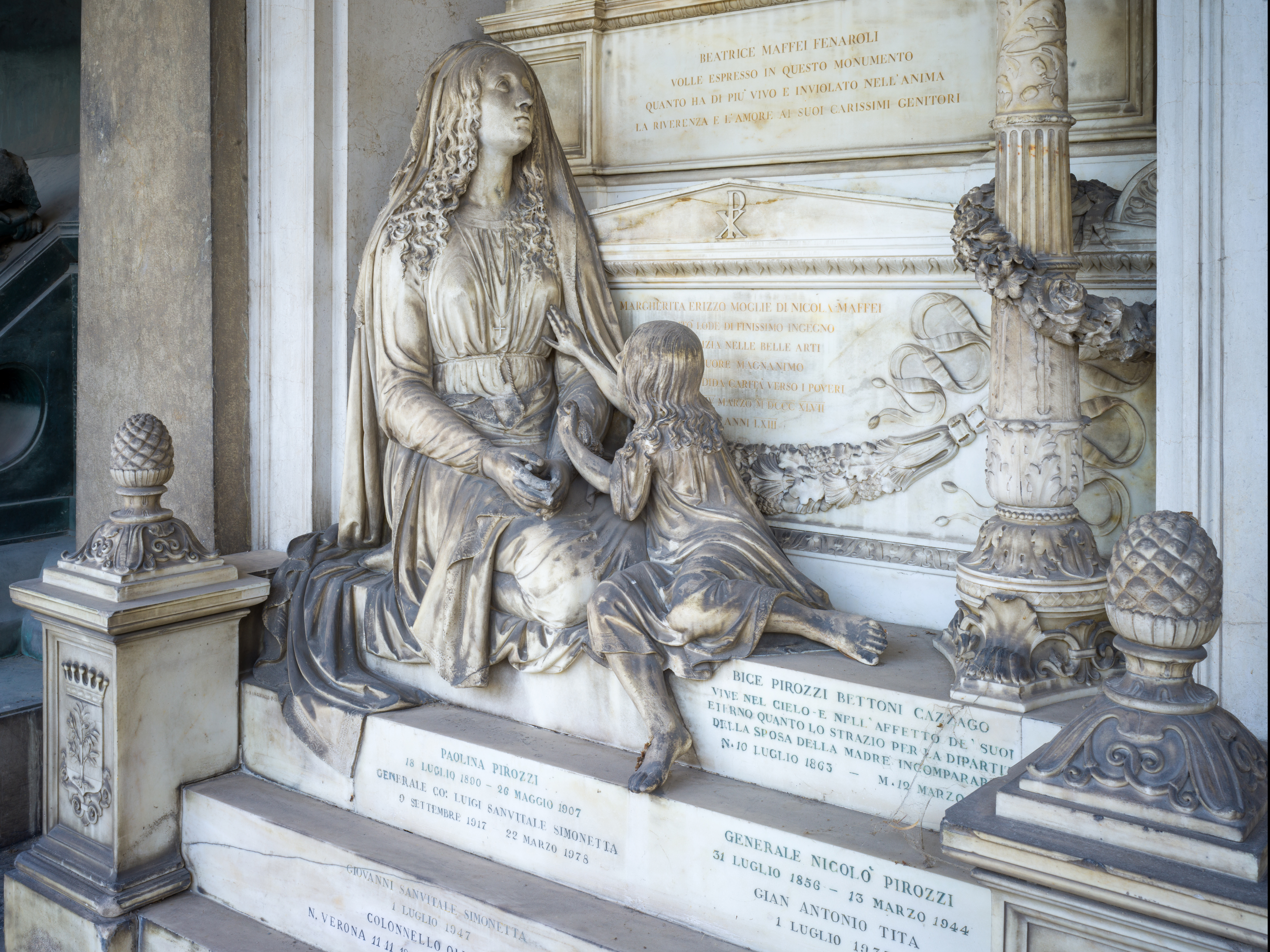
Famiglia Maffei Erizzo di Abbondio Sangiorgio.

## Altre immagini

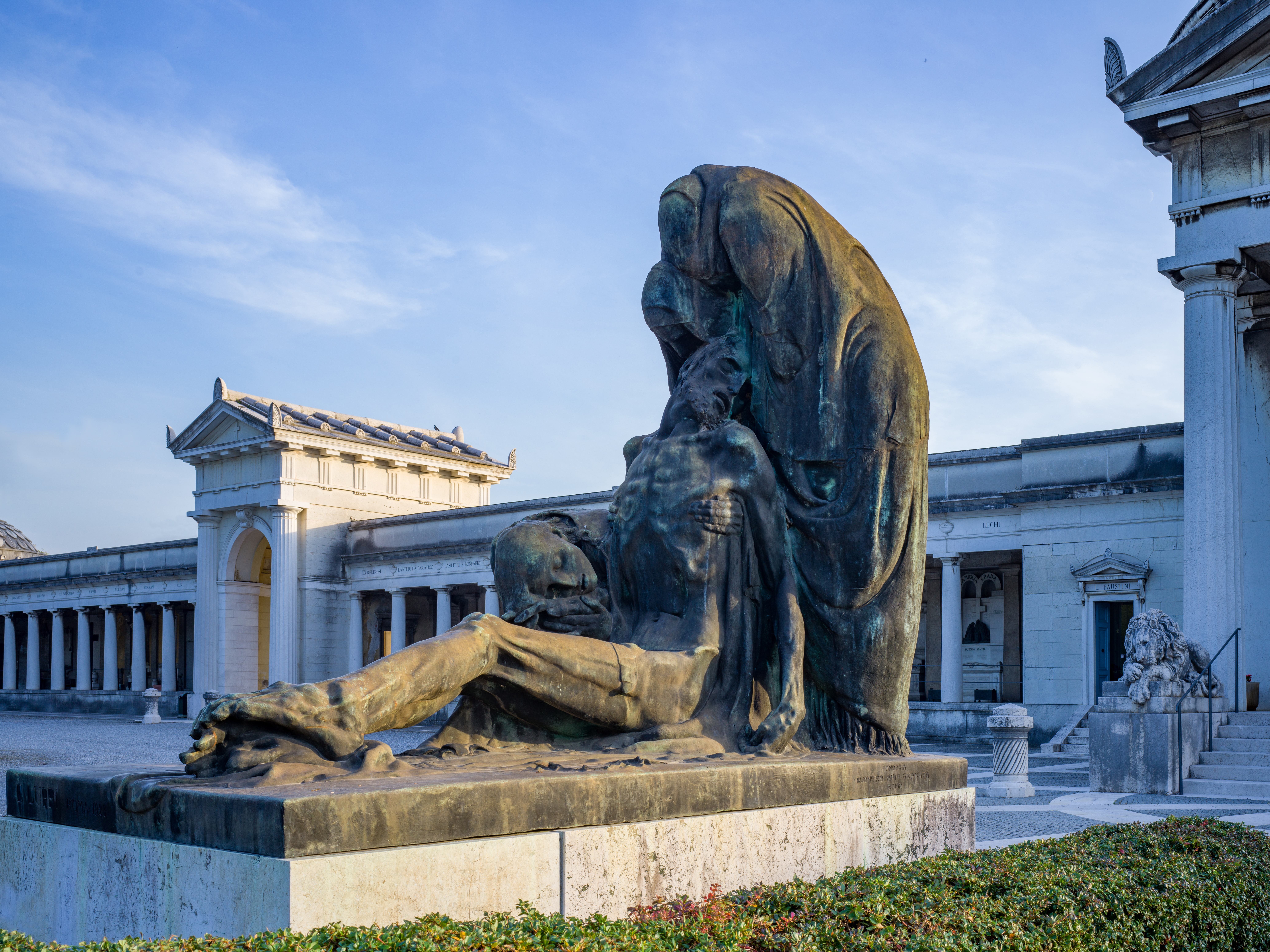
statua bronzea della Pietà di Ermenegildo Luppi
Monumento ai caduti della Prima Guerra Mondiale
Chiesa di San Michele Arcangelo con vista sul Portico XI
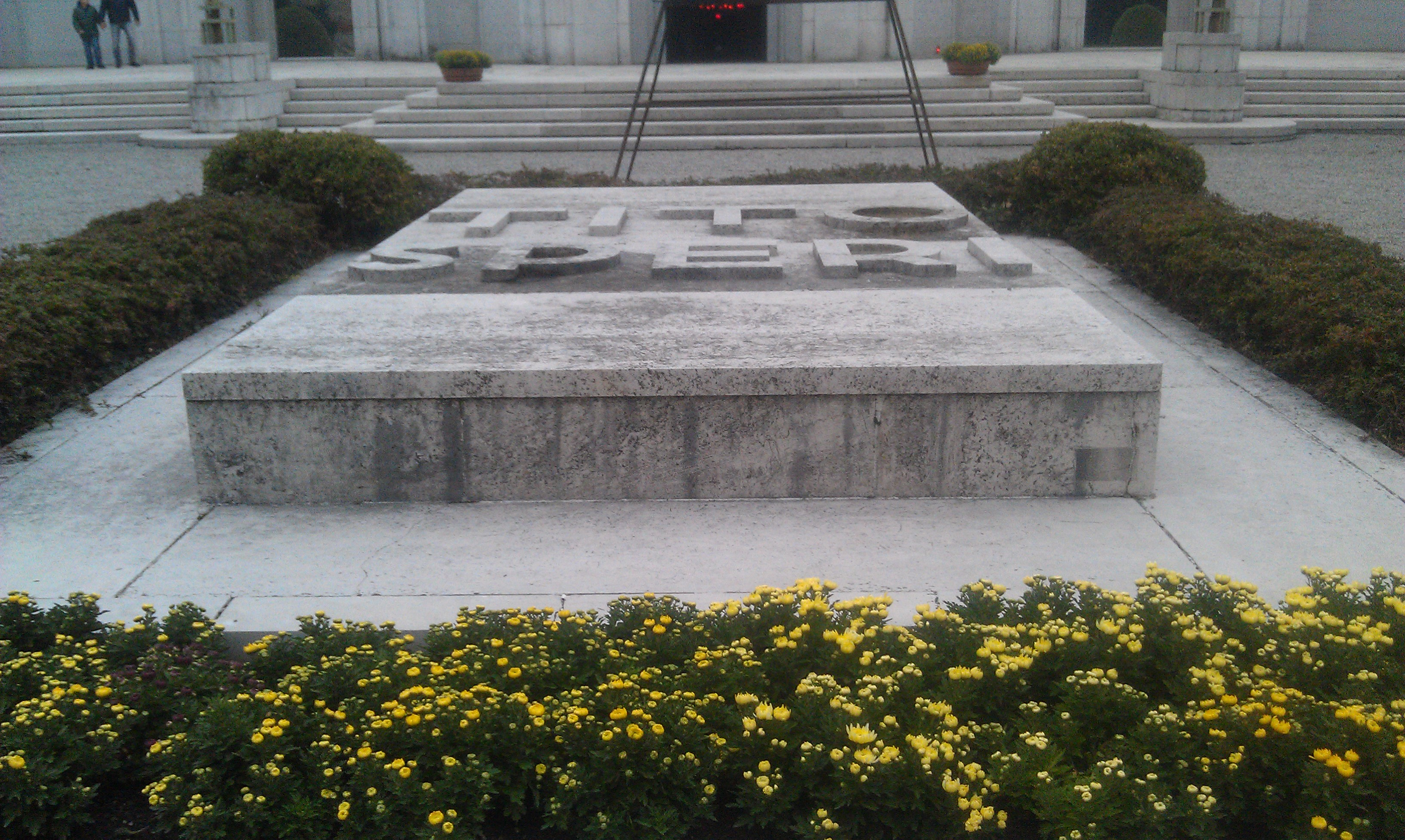
Tomba di Tito Speri
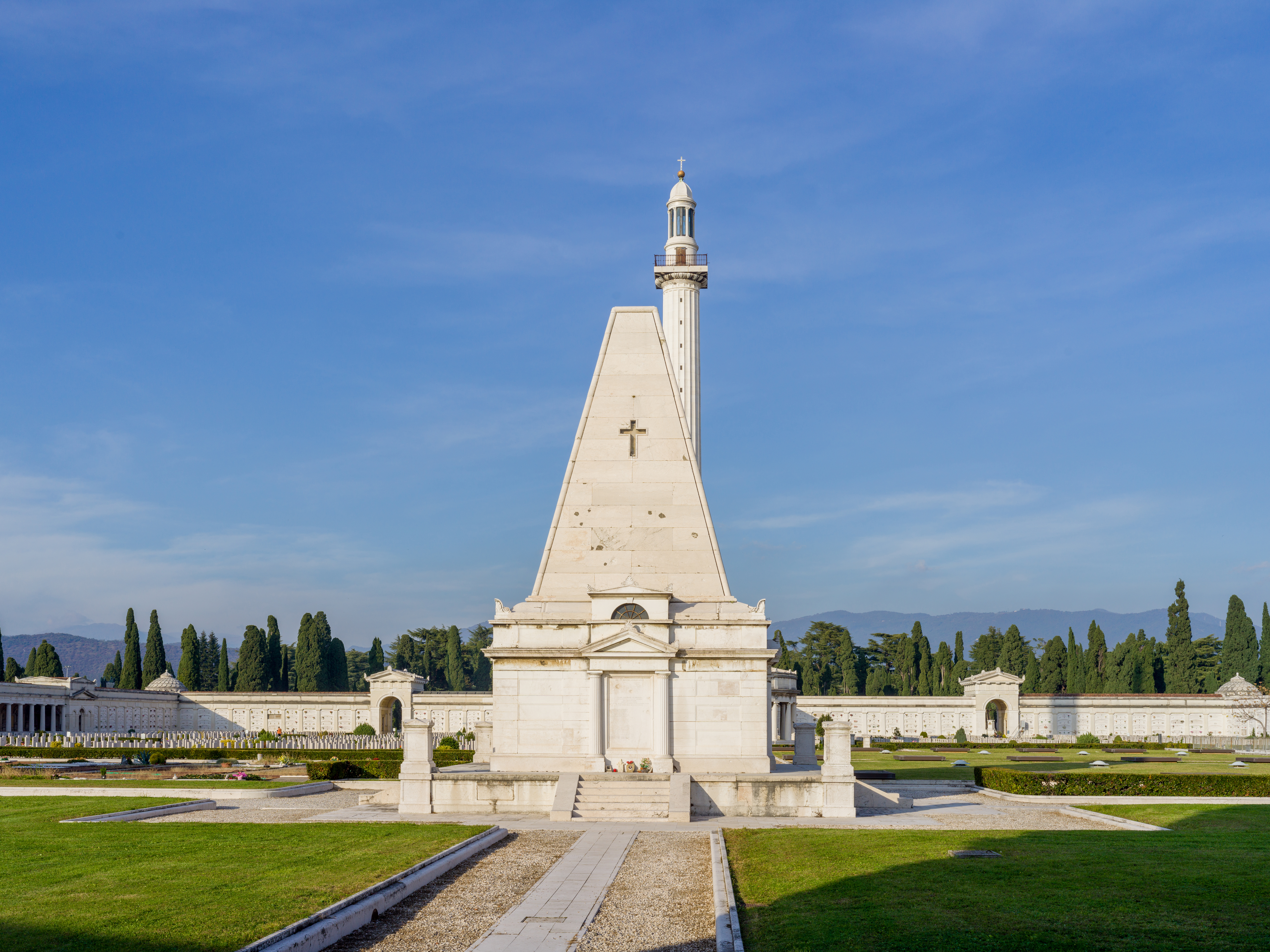
Tomba piramidale del sacerdote Bossini
Ala laterale ad Est
viale principale d'entrata al cimitero Vantiniano
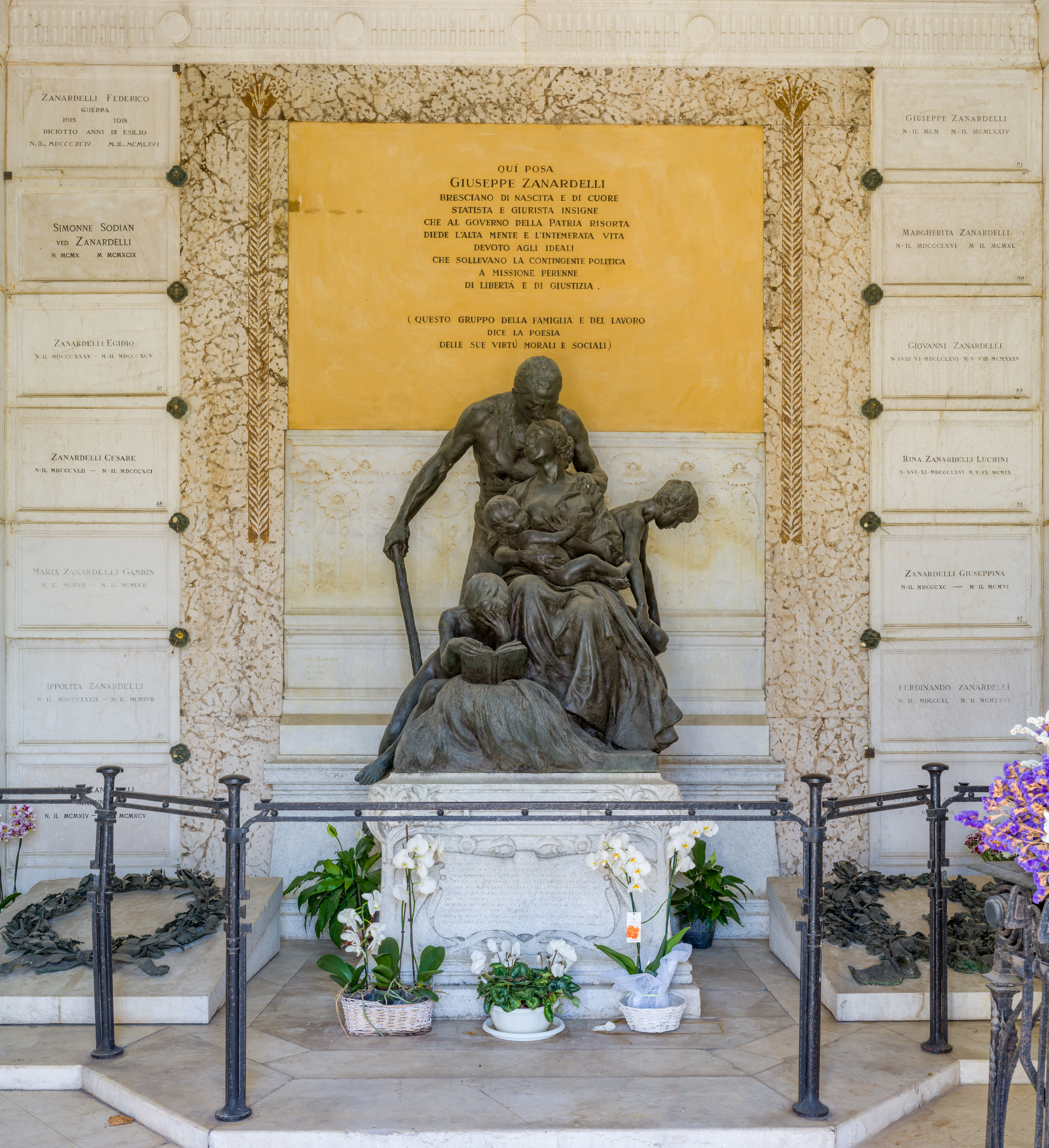
Monumento a ricordo di  Giuseppe Zanardelli
Monumento ai Prodi Bresciani.
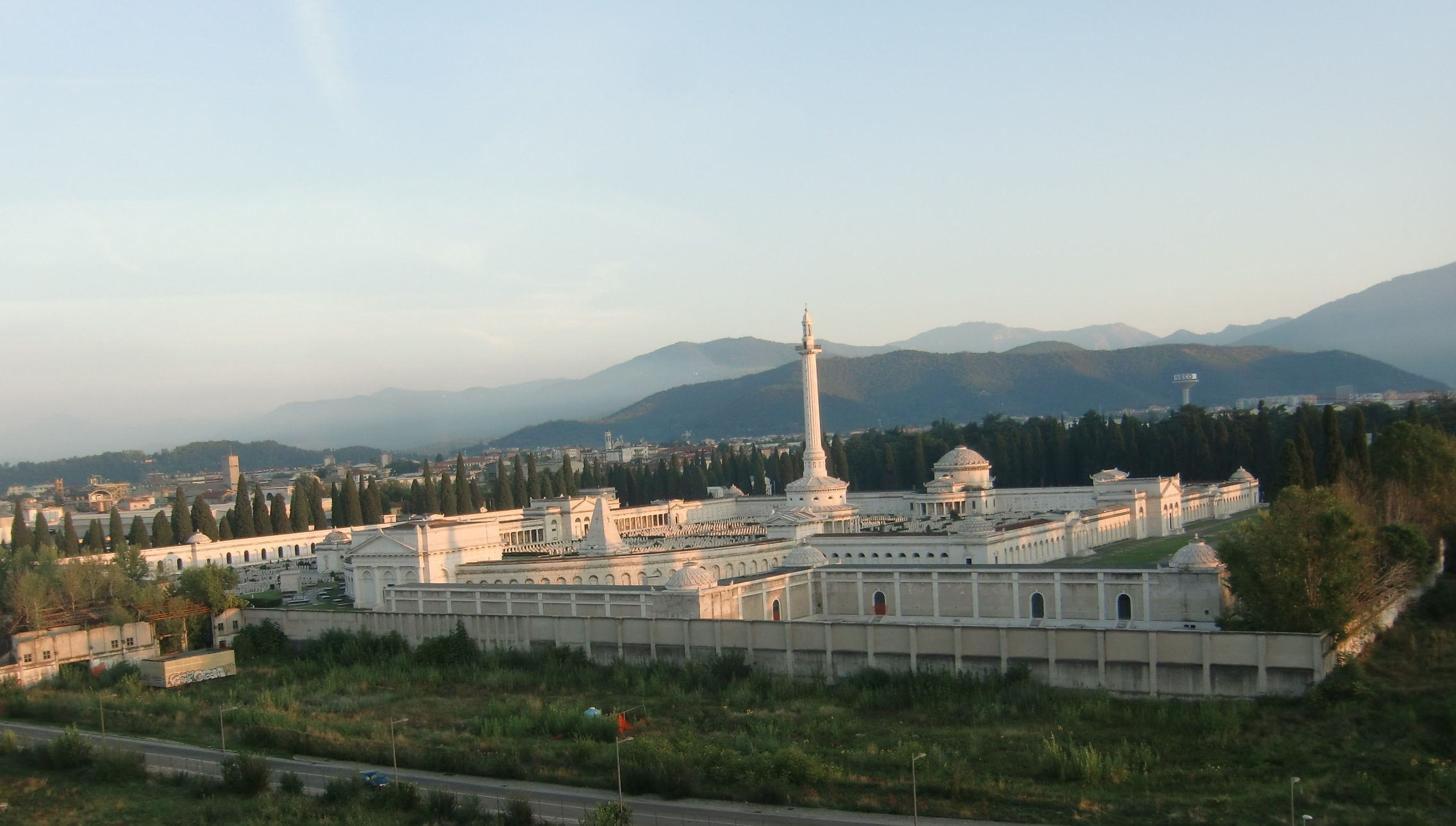
Il cimitero Vantiniano visto dall'alto